# Yekaterina Sarıyeva
Yekaterina Sarıyeva (* 18. Dezember 1995 in Baku) ist eine aserbaidschanische Leichtathletin, die mit Weit- und Dreisprung an den Start geht.

## Sportliche Laufbahn
Erste internationale Erfahrungen sammelte Yekaterina Sarıyeva beim Europäischen Olympischen Jugendfestival (EYOF) 2011 in Trabzon, bei dem sie mit 11,53 m in der Dreisprungqualifikation ausschied. Im Jahr darauf belegte sie bei den Juniorenweltmeisterschaften in Barcelona mit 13,33 m den siebten Platz und 2013 wurde sie bei den Junioreneuropameisterschaften in Rieti mit 13,13 m Sechste im Dreisprung, ehe sie bei den Islamic Solidarity Games in Palembang mit 13,28 m die Goldmedaille gewann. 2015 belegte sie bei der 3. Liga der Team-Europameisterschaft, die im Zuge der Europaspiele in Baku ausgetragen wurde mit 5,69 m den fünften Platz im Weitsprung und wurde im Dreisprung mit 13,27 m Dritte hinter der Israelin Hanna Knjasjewa-Minenko und Jana Velďáková aus der Slowakei. Anschließend klassierte sie sich bei den U23-Europameisterschaften in Tallinn mit 12,90 m auf dem elften Platz. 2016 belegte sie bei den Meisterschaften der kleinen Staaten Europas (CSSE) in Marsa mit 5,51 m den achten Platz im Weitsprung und im Jahr darauf wurde sie bei den Islamic Solidarity Games in Baku mit 5,27 m Neunte im Weitsprung und gewann im Dreisprung mit 12,81 m die Bronzemedaille hinter der Senegalesin Sangoné Kandji und Joëlle Mbumi Nkouindjin aus Kamerun. Kurz darauf wurde sie wegen eines positiven Dopingtestes bis 2019 gesperrt.
2020 gewann sie bei den Balkan-Hallenmeisterschaften in Istanbul mit 13,50 m die Bronzemedaille im Dreisprung und im Jahr darauf belegte sie bei den Hallenmeisterschaften ebendort mit 13,38 m Rang vier. Bei den Freiluftmeisterschaften im Juni in Smederevo brachte sie keinen gültigen Versuch zustande. 2022 verpasste sie bei den Weltmeisterschaften in Eugene mit 13,46 m den Finaleinzug im Dreisprung und anschließend gewann sie bei den Islamic Solidarity Games in Konya mit 14,12 m die Silbermedaille hinter der Usbekin Sharifa Davronova. Zudem belegte sie im Weitsprung mit 5,90 m den neunten Platz. Kurz darauf schied sie bei den Europameisterschaften in München mit 13,66 m in der Qualifikationsrunde aus. Auch bei den Halleneuropameisterschaften 2023 in Istanbul verpasste sie mit 13,55 m den Finaleinzug. Im Juni wurde sie bei der 3. Liga der Team-Europameisterschaft im Rahmen der Europaspiele in Chorzów mit 13,38 m Erste, ehe sie bei den Balkan-Meisterschaften in Kraljevo mit 12,96 m auf Rang zehn gelangte. 2024 brachte sie bei den Balkan-Hallenmeisterschaften in Istanbul keinen gültigen Versuch zustande und Ende Mai wurde sie bei den Freiluft-Balkan-Meisterschaften in Izmir mit 13,25 m Elfte im Dreisprung. Kurz darauf verpasste sie bei den Europameisterschaften in Rom mit 12,93 m den Finaleinzug. Im Jahr darauf erreichte sie bei den Balkan-Hallenmeisterschaften in Belgrad mit 13,08 m Rang sieben.
In den Jahren 2012, 2014 und 2015 sowie 2019 wurde Sarıyeva aserbaidschanische Meisterin im Weitsprung und Dreisprung sowie 2022 und 2024 nur im Dreisprung. Zudem wurde sie 2019 Hallenmeisterin im Weitsprung sowie 2020 und von 2023 bis 2025 im Dreisprung.

## Persönliche Bestleistungen
- Weitsprung: 6,13 m (+1,4 m/s), 4. Juni 2021 in Baku
- Dreisprung: 13,89 m (+1,0 m/s), 2. Juli 2023 in Almaty (aserbaidschanischer Rekord)